# The Didjits
The Didjits est un groupe de punk rock américain, originaire de Mattoon, dans l'Illinois. Il jouait un rock combinant punk rock, garage rock, hard rock façon AC/DC et même rock'n'roll des premiers temps. Leur chanson Killboy Powerhead fut reprise par les Californiens de The Offspring dans leur album à succès Smash. Le groupe se réunit à l'occasion de deux concerts en septembre 2006.

## Biographie
The Didjits est formé à Mattoon, dans l'Illinois. Fizzjob, leur premier album, est produit par Iain Burgess (Naked Raygun, Effigies et Mega City Four). La plupart des chansons de l'album apparaitront sur des cassettes comme Whoop My Head et Signifies My Go-T. L'album fait participer Rick Sims à l'écriture et à la guitare. Hey Judester, leur deuxième album, est de nouveau produit par Burgess. Le style des Rick Didjit se caractérie bien plus avec des paroles sarcastiques sur les gangsters et grosses voitures. L'album comprend le single Max Wedge.
Le groupe se réunit à l'occasion de deux concerts en septembre 2006 à Chicago, dans l'Illinois. Ils jouent ensuite de nouveau à Champaign. À la fin de 2016, le groupe annonce une réunion pour 2017. Cependant, avec la mort d'Evans à la fin de 2016, cette réunion ne se fera pas.

## Discographie

### Albums studio
- 1987 : Fizzjob (réédité en 1989)
- 1988 : Hey Judester (inclut Fizzjob)
- 1990 : Hornet Piñata
- 1991 : Full Nelson Reilly
- 1993 : Que Sirhan Sirhan

### Singles et EP
- 1989 : Lovesicle 7
- 1991 : Fuck the Pigs 7"
- 1992 : Little Miss Carriage! (EP)
- 1993 : Dear Junkie b/w Skull Baby/Fire in the Hole"  7" (Sub Pop Records)

### Autres
- 1991 : Backstage Passout Live Bootleg
- 1992 : Knocked Up (VHS)